# 雷迪烏鄉 (加拉茨縣)
45°38′51″N 27°54′04″E / 45.6474°N 27.9011°E
雷迪烏鄉（羅馬尼亞語：Comuna Rediu, Galați），是羅馬尼亞的鄉份，位於該國東部，由加拉茨縣負責管轄，處於布加勒斯特東北面200公里，每年平均降雨量885毫米，海拔高度80米，2007年人口3,808。